# Elección para gobernador de Minnesota de 2022
La elección para gobernador de Minnesota de 2022 se llevaron a cabo el 8 de noviembre de 2022. El actual gobernador del Partido Demócrata-Agrario-Laborista de Minnesota (DFL), Tim Walz, derrotó al candidato republicano, el exsenador estatal Scott Jensen, ganando un segundo mandato.
La ventaja de Jensen en las zonas rurales del Gran Minnesota no pudo superar la gran ventaja de Walz en el área metropolitana Twin Cities, donde Walz ganó las elecciones por un cómodo margen del 7,7%. Con su victoria, Walz le dio al Partido Demócrata-Agrario-Laborista de Minnesota su cuarta victoria consecutiva para gobernador, la mayor cantidad en la historia del partido. Además, el DFL mantuvo el control en la Cámara de Representantes estatal y obtuvo el control del Senado estatal, obteniendo una trifecta por primera vez desde 2012.

## Primarias Demócrata-Agrario-Laborista

Resultado por condado primarias DFL:

### Candidatos

#### Nominado
- Tim Walz, gobernador titular y exrepresentante de los Estados Unidos para el 1.º distrito congresional de Minnesota (2007-2019)[5][6][7]
  - Peggy Flanagan, vicegobernadora titular.[6][7]

#### Eliminado en primaria
- Ole Savior, candidato perenne[7]
  - Julia M. Parker[7]

### Resultados
Los resultados fueron los siguientes:
|  | 96.54 % |

|  | 3.46 % |

|  | 100 % |

|  | 100 % |

## Primarias Republicanas

### Candidatos

#### Nominado
- Scott Jensen, médico de familia y exsenador estatal[10][11]
  - Matt Birk, exjugador de fútbol profesional de los Minnesota Vikings, empresario y autor[12]

#### Eliminado en primaria
- Bob "Again" Carney Jr., candidato al Senado de los Estados Unidos en 2020[7][13]
  - Captain Jack Sparrow, candidato perenne[7]
- Joyce Lynne Lacey[7][14]
  - Kent Edwards[7]

#### Retirado
- Michelle Benson, senadora estatal[15]
- Thomas Evensted, activista[16]
- Paul Gazelka, senador estatal y exlíder de la mayoría del Senado de Minnesota[17]
- Mike Martí, empresario[18]
- Mike Murphy, alcalde de Lexington[19]
- Kendall Qualls, veterano del ejército, empresario y candidato republicano para el 3.º distrito congresional de Minnesota en 2020
- Neil Shah, médico y empresario[19]
- Rich Stanek, ex sheriff del condado de Hennepin[20][21]

#### Rehusó
- Matt Birk, exjugador de los Minnesota Vikings (respaldó a Jensen y se convirtió en su compañero de fórmula)
- Mike Lindell, inventor de My Pillow, empresario[22][23]
- Carla Nelson, senadora estatal[24] (se postuló para la reelección)[25]
- Pete Stauber, representante estadounidense para el 8.º distrito congresional de Minnesota (se postuló para la reelección)[26][27]
- Karin Housley, senadora estatal y candidata al Senado de los Estados Unidos en 2018[28] (se postuló para la reelección)
- Jennifer Carnahan, expresidenta del Partido Republicano de Minnesota (2017-2021) y viuda del representante estadounidense Jim Hagedorn[29] (se postuló sin éxito para el Congreso en las elecciones especiales de 2022)
- Rob Barrett, empresario, activista y candidato al Senado de Estados Unidos en 2020[30]

### Caucus y convenciones

#### Caucus
Los caucus se llevaron a cabo el 1 de febrero de 2022. Un caucus es una reunión local donde todos los que tienen la intención de votar por el Partido Republicano pueden seleccionar el liderazgo de su distrito electoral, participar en una encuesta informal para gobernador, redactar y aprobar resoluciones y elegir delegados a su Unidad local Organizativa Política Básica (BPOU). Aquellos que no fueron elegidos delegados del BPOU podrían convertirse en suplentes y reemplazar a los delegados que no puedan asistir a la convención del BPOU.

#### Convenciones BPOU
Una BPOU tiene límites según el condado o distrito del Senado estatal en el que reside el votante. La mayoría de ellos tuvieron lugar en marzo de 2022. Los delegados electos de cada BPOU asistieron a una convención relacionada con su distrito para votar las resoluciones aprobadas en el caucus, completa asuntos del partido, escuchar a los candidatos y elegir delegados para la convención estatal y su correspondiente convención de distrito de la Cámara de Representantes.

#### Convención estatal
La Convención Estatal Republicana se celebró del 13 al 14 de mayo de 2022 en Rochester. Se eligieron 2.200 delegados en todo el estado para decidir el respaldo del Partido Republicano de Minnesota en todos los cargos estatales. El candidato respaldado recibe el respaldo del partido, incluidos dinero y recursos, antes de las primarias del 9 de agosto. Sólo un republicano, el gobernador titular Arne Carlson en 1994, ganó las primarias sin el respaldo del partido. (Dos demócratas, Mark Dayton y Tim Walz, ganaron las primarias demócratas contra candidatos respaldados).
En la convención, Scott Jensen obtuvo el respaldo con el 65% de los votos en la novena votación, derrotando a Kendall Qualls, Mike Murphy, Paul Gazelka y Neil Shah fueron eliminados en votaciones anteriores. Todos los candidatos que impugnaron el respaldo se comprometieron a renunciar a las primarias si no recibían el respaldo.
Qualls pronto cumplió su promesa al anunciar sus planes de "regresar a la vida privada". Rich Stanek, el único candidato importante que no compitió por el respaldo, no se presentó a las primarias, dejando a Jensen sin mayor oposición. Se enfrentó a dos candidatos menores en las primarias de agosto.

Resultado por condado primarias Republicanas:

### Resultados
Los resultados fueron los siguientes:
|  | 89.31 % |

|  | 6.60 % |

|  | 4.09 % |

|  | 100 % |

|  | 100 % |

## Independientes y otros

### Primarias Grassroots-Legalizar el Cannabis

Resultado por condado primarias GLC:
Sin votos

#### Candidatos

##### Nominado
- Steve Patterson, activista anticonfinamiento.[7]
  - Matt Huff

##### Eliminado en primaria
- Darrell Paulsen, consultor empresarial, candidato a vicegobernador en 1998.[7]
  - Edwin Engelmann, candidato a vicegobernador en 2010

#### Resultados
Los resultados fueron los siguientes:
|  | 59.14 % |

|  | 40.86 % |

|  | 100 % |

|  | 100 % |

### Primarias Marihuana Legal Ahora

Resultado por condado primarias LMN:
Sin votos

#### Candidatos

##### Nominado
- James McCaskel, organizador comunitario y activista de BLM.[33]
  - David Sandbeck, activista y candidato para el 4.º distrito congresional de Minnesota en 2020

##### Eliminado en primaria
- Chris Wright, candidato perenne[7]
  - L.C. Lawrence Converse

#### Resultados
Los resultados fueron los siguientes:
|  | 51.86 % |

|  | 48.14 % |

|  | 100 % |

|  | 100 % |

### Otros partidos
- Gabrielle M. Prosser, trabajador de restaurante (Partido Socialista de los Trabajadores)[7]
  - Kevin A. Dwire, candidato perenne
- Hugh McTavish, científico, emprendedor y autor. (Independencia-Partido Alianza)[34]
  - Mike Winter, conductor comercial, presentador de podcasts, delegado sindical Teamster y candidato a alcalde de Minneapolis en 2021

#### Retirado
- Cory Hepola, ex locutor de radio WCCO (Partido Forward)[35][36]
  - Tamara Uselman, administradora escolar[37]
- Brandon Millholland-Corcoran[38]

#### Rehusó
- Tom Bakk, senador estatal y candidato del DFL a gobernador en 2010[39]
- Christopher Chamberlin, candidato a gobernador, senado y cámara en 2018[40]
- Richard Painter, profesor de la Facultad de Derecho de la Universidad de Minnesota, exabogado jefe de ética de la Casa Blanca y candidato del DFL al Senado de los Estados Unidos en 2018 (se postuló para el Congreso)[41]

## Elección general

### Campaña
Los temas centrales de las elecciones fueron la economía, el aumento de la delincuencia, la respuesta de Walz a la pandemia de COVID-19, la educación y el acceso al aborto tras la decisión de la Corte Suprema que anuló Roe v. Wade.
Walz hizo campaña sobre los logros de su primer mandato, como los recortes de impuestos para la clase media, al tiempo que hizo del derecho al aborto un foco destacado de la campaña y atacó a Jensen sobre el aborto y su escepticismo sobre el COVID-19. Jensen atacó a Walz por sus políticas de COVID-19, la delincuencia en las Ciudades Gemelas, la inflación y los precios de la gasolina, y el desempeño educativo.
Jensen fue criticado por promover el bulo de que las escuelas proporcionaban cajas de arena a los estudiantes que se identificaban como furries.

### Debates
| Número                                        | Fecha                   | Anfitrión                 | Moderador(es)                                                | Referencias | Republicano | DFL |
| --------------------------------------------- | ----------------------- | ------------------------- | ------------------------------------------------------------ | ----------- | ----------- | --- |
| P Presente A Ausente I Invitado N No invitado |                         |                           |                                                              |             |             |     |
| Scott Jensen                                  | Tim Walz                |                           |                                                              |             |             |     |
| 1                                             | 23 de agosto de 1987    | Minnesota Farmfest        | Blois Olson                                                  | [ 45 ]      | P           | P   |
| 2                                             | 8 de noviembre de 1987  | KTTC/Gray Television      | Caitlin Alexander, Jusitn Betti, Stacy Steinhagen, Dan Wolfe | [ 46 ]      | P           | P   |
| 3                                             | 20 de diciembre de 1987 | KSTP/Hubbard Broadcasting | Lindsey Brown, Tom Hauser, Laura Lee, Peter Callaghan        | [ 47 ]      | P           | A   |
| 4                                             | 20 de enero de 1988     | Minnesota Public Radio    | Mike Mulcahy                                                 | [ 49 ]      | P           | P   |
| 5                                             | 7 de febrero de 1988    | Twin Cities PBS - Almanac | Eric Eskola, Cathy Wurzer                                    | [ 50 ]      | P           | A   |

### Resultados
El titular Walz ganó la reelección con el 52,73% de los votos frente al republicano Jensen.
|  | 52.73 % |

|  | 44.61 % |

|  | 1.17 % |

|  | 0.90 % |

|  | 0.72 % |

|  | 0.29 % |

|  | 0.04 % |

|  | 100 % |

|  | 61.01 % |

#### Por distrito Congresional
Walz y Jensen ganaron cada uno 4 de 8 distritos electorales, y todos votaron por el mismo partido en las elecciones simultáneas a la cámara de representantes.
| Distrito | Walz | Jensen | Representante      |
| -------- | ---- | ------ | ------------------ |
| '1.º'    | 45%  | 52%    | Brad Finstad       |
| '2.º'    | 53%  | 45%    | Angie Craig        |
| '3.º'    | 59%  | 38%    | Dean Phillips      |
| '4.º'    | 68%  | 29%    | Betty McCollum     |
| '5.º'    | 81%  | 16&    | Ilhan Omar         |
| '6.º'    | 40%  | 57%    | Tom Emmer          |
| '7.º'    | 31%  | 65%    | Michelle Fischbach |
| '8.º'    | 44%  | 52%    | Pete Stauber       |